# مبيد فطريات

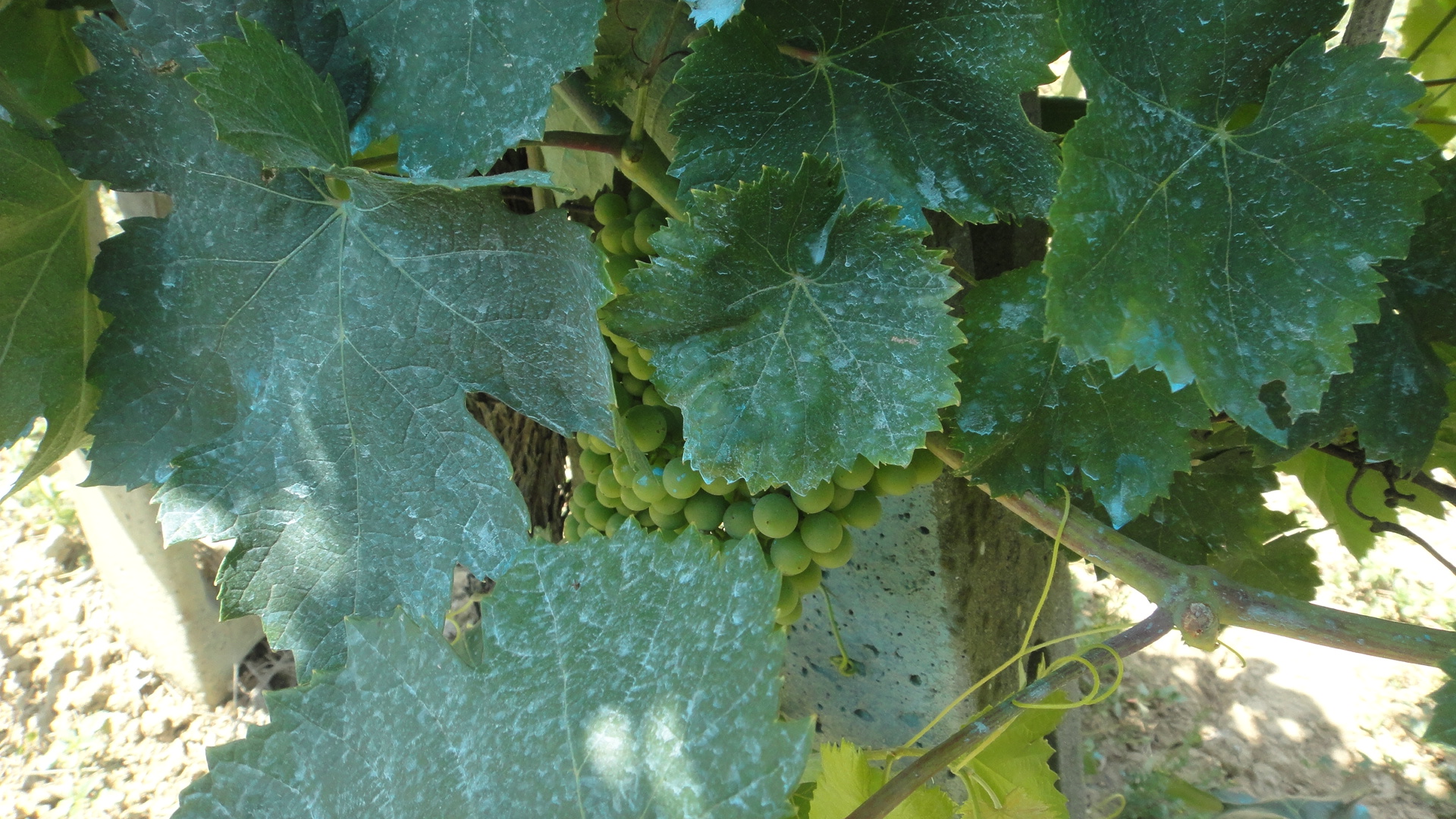

مبيدات الفطريات هي مواد كيميائية أو حيوية يمكن لها أن تقتل أو تثبط الفطريات أو أبواغها. يمكن للفطريات أن تسبب أضرارًا فادحة للمحاصيل الزراعية والحيوانات.
يمكن للمبيدات أن تؤثر بطرق الملامسة أو عبر الصفائح أو جهازياً.